# Marele Premiu de la Ciudad de México din 2023
Marele Premiu de la Ciudad de México din 2023 (cunoscut oficial ca Formula 1 Gran Premio de la Ciudad de México 2023) a fost o cursă auto de Formula 1 ce s-a desfășurat pe 29 octombrie 2023 pe Autódromo Hermanos Rodríguez din Ciudad de México, Mexic. Cursa a fost cea de-a nouăsprezecea etapă a Campionatului Mondial de Formula 1 al FIA din 2023.
Charles Leclerc a luat pole position și a terminat pe locul al treilea în cursă. Lewis Hamilton a terminat pe locul doi, în spatele lui Max Verstappen, care a obținut a șaisprezecea victorie a sezonului, un record în Formula 1. Daniel Ricciardo, conducând pentru AlphaTauri, s-a calificat pe locul patru și a terminat cursa pe locul șapte, cele mai bune rezultate ale echipei din sezon pentru ambele sesiuni.

## Context
Furnizorul de anvelope Pirelli a adus compușii de anvelope C3, C4 și C5 (denumiți dur, mediu și, respectiv, moale) pentru ca echipele să le folosească la eveniment. Pirelli a oferit, de asemenea, două seturi pentru fiecare pilot dintr-un compus C4 experimental care a fost testat în timpul primelor două sesiuni de antrenamente libere.

## Calificări
Calificările pentru Marele Premiu au avut loc pe 28 octombrie 2023, începând cu ora locală 15:00 (UTC-6), 29 octombrie 00:00 EEST.
| Poz.                  | Nr. | Pilot            | Constructor                  | Timpi calificări | Timpi calificări | Timpi calificări | Grila finală |
| Poz.                  | Q1  | Q2               | Q3                           |                  |                  |                  | Grila finală |
| --------------------- | --- | ---------------- | ---------------------------- | ---------------- | ---------------- | ---------------- | ------------ |
| 1                     | 16  | Charles Leclerc  | Ferrari                      | 1:18,401         | 1:17,901         | 1:17,166         | 1            |
| 2                     | 55  | Carlos Sainz Jr. | Ferrari                      | 1:18,755         | 1:18,382         | 1:17,233         | 2            |
| 3                     | 1   | Max Verstappen   | Red Bull Racing-Honda RBPT   | 1:18,099         | 1:17,625         | 1:17,263         | 3            |
| 4                     | 3   | Daniel Ricciardo | AlphaTauri-Honda RBPT        | 1:18,341         | 1:17,706         | 1:17,382         | 4            |
| 5                     | 11  | Sergio Pérez     | Red Bull Racing-Honda RBPT   | 1:18,553         | 1:18,124         | 1:17,423         | 5            |
| 6                     | 44  | Lewis Hamilton   | Mercedes                     | 1:18,677         | 1:17,571         | 1:17,454         | 6            |
| 7                     | 81  | Oscar Piastri    | McLaren-Mercedes             | 1:18,241         | 1:17,874         | 1:17,623         | 7            |
| 8                     | 63  | George Russell   | Mercedes                     | 1:18,893         | 1:17,673         | 1:17,674         | 8            |
| 9                     | 77  | Valtteri Bottas  | Alfa Romeo-Ferrari           | 1:18,429         | 1:18,016         | 1:18,032         | 9            |
| 10                    | 24  | Zhou Guanyu      | Alfa Romeo-Ferrari           | 1:19,016         | 1:18,440         | 1:18,050         | 10           |
| 11                    | 10  | Pierre Gasly     | Alpine-Renault               | 1:18,945         | 1:18,521         | N/A              | 11           |
| 12                    | 27  | Nico Hülkenberg  | Haas-Ferrari                 | 1:18,969         | 1:18,524         | N/A              | 12           |
| 13                    | 14  | Fernando Alonso  | Aston Martin Aramco-Mercedes | 1:18,848         | 1:18,738         | N/A              | 13           |
| 14                    | 23  | Alexander Albon  | Williams-Mercedes            | 1:18,828         | 1:19,147         | N/A              | 14           |
| 15                    | 22  | Yuki Tsunoda     | AlphaTauri-Honda RBPT        | 1:18,890         | Fără timp        | N/A              | 18           |
| 16                    | 31  | Esteban Ocon     | Alpine-Renault               | 1:19,080         | N/A              | N/A              | 15           |
| 17                    | 20  | Kevin Magnussen  | Haas-Ferrari                 | 1:19,163         | N/A              | N/A              | 16           |
| 18                    | 18  | Lance Stroll     | Aston Martin Aramco-Mercedes | 1:19,227         | N/A              | N/A              | LB           |
| 19                    | 4   | Lando Norris     | McLaren-Mercedes             | 1:21,554         | N/A              | N/A              | 17           |
| Regula 107%: 1:23,565 |     |                  |                              |                  |                  |                  |              |
| —                     | 2   | Logan Sargeant   | Williams-Mercedes            | Fără timp        | N/A              | N/A              | 19           |
| Sursa:                |     |                  |                              |                  |                  |                  |              |

Note
- ^1 – Yuki Tsunoda a fost obligat să înceapă cursa din spatele grilei pentru depășirea cotei sale de elemente de unități de putere și componente ale cutiei de viteze.[6][7]
- ^2 – Lance Stroll s-a calificat pe locul 18, dar a trebuit să înceapă cursa de pe linia boxelor, deoarece elemente cu specificații diferite față de cele utilizate inițial au fost instalate pe mașina lui în condiții de parc închis.[6][8]
- ^3 – Logan Sargeant nu a reușit să stabilească un timp în calificări. I s-a permis să concureze la discreția comisarilor de curse. De asemenea, a primit o penalizare de 10 locuri pe grilă pentru depășire în condiții de steag galben în Q1. El a câștigat o poziție în urma penalizării lui Lance Stroll.[6][9]

## Cursă
Cursa a avut loc pe 29 octombrie 2023 începând cu ora locală 14:00 (UTC-6), ora 22:00 EET, având distanța de 71 de tururi.
| Poz.                                                               | Nr. | Pilot            | Constructor                  | Tururi | Timp/Retras          | Grilă | Puncte |
| ------------------------------------------------------------------ | --- | ---------------- | ---------------------------- | ------ | -------------------- | ----- | ------ |
| 1                                                                  | 1   | Max Verstappen   | Red Bull Racing-Honda RBPT   | 71     | 2:02:30,814          | 3     | 25     |
| 2                                                                  | 44  | Lewis Hamilton   | Mercedes                     | 71     | +13,875              | 6     | 19     |
| 3                                                                  | 16  | Charles Leclerc  | Ferrari                      | 71     | +23,124              | 1     | 15     |
| 4                                                                  | 55  | Carlos Sainz Jr. | Ferrari                      | 71     | +27,154              | 2     | 12     |
| 5                                                                  | 4   | Lando Norris     | McLaren-Mercedes             | 71     | +33,266              | 17    | 10     |
| 6                                                                  | 63  | George Russell   | Mercedes                     | 71     | +41,020              | 8     | 8      |
| 7                                                                  | 3   | Daniel Ricciardo | AlphaTauri-Honda RBPT        | 71     | +41,570              | 4     | 6      |
| 8                                                                  | 81  | Oscar Piastri    | McLaren-Mercedes             | 71     | +43,104              | 7     | 4      |
| 9                                                                  | 23  | Alexander Albon  | Williams-Mercedes            | 71     | +48,573              | 14    | 2      |
| 10                                                                 | 31  | Esteban Ocon     | Alpine-Renault               | 71     | +1:02,879            | 15    | 1      |
| 11                                                                 | 10  | Pierre Gasly     | Alpine-Renault               | 71     | +1:06,208            | 11    |        |
| 12                                                                 | 22  | Yuki Tsunoda     | AlphaTauri-Honda RBPT        | 71     | +1:18,982            | 18    |        |
| 13                                                                 | 27  | Nico Hülkenberg  | Haas-Ferrari                 | 71     | +1:20,309            | 12    |        |
| 14                                                                 | 24  | Zhou Guanyu      | Alfa Romeo-Ferrari           | 71     | +1:21,676            | 10    |        |
| 15                                                                 | 77  | Valtteri Bottas  | Alfa Romeo-Ferrari           | 71     | +1:25,597            | 9     |        |
| 16                                                                 | 2   | Logan Sargeant   | Williams-Mercedes            | 70     | Pompa de combustibil | 19    |        |
| 17                                                                 | 18  | Lance Stroll     | Aston Martin Aramco-Mercedes | 66     | Avarii               | LB    |        |
| Ab                                                                 | 14  | Fernando Alonso  | Aston Martin Aramco-Mercedes | 47     | Avarii               | 13    |        |
| Ab                                                                 | 20  | Kevin Magnussen  | Haas-Ferrari                 | 31     | Accident             | 16    |        |
| Ab                                                                 | 11  | Sergio Pérez     | Red Bull Racing-Honda RBPT   | 1      | Avarii               | 5     |        |
| Cel mai rapid tur: Lewis Hamilton (Mercedes) – 1:21,334 (turul 71) |     |                  |                              |        |                      |       |        |
| Sursa:                                                             |     |                  |                              |        |                      |       |        |

Note
- ^1 – Include un punct pentru cel mai rapid tur.[11]
- ^2 – Valtteri Bottas a terminat pe locul 14 pe pistă, dar a primit o penalizare de cinci secunde după cursă pentru că a provocat o coliziune cu Lance Stroll.[10][12]
- ^3 – Logan Sargeant și Lance Stroll au fost clasificați deoarece au parcurs mai mult de 90% din distanța cursei.[10]

## Clasamentele campionatelor după cursă
|        | Poz. | Pilot            | Pct. |
| ------ | ---- | ---------------- | ---- |
|        | 1    | Max Verstappen*  | 491  |
|        | 2    | Sergio Pérez     | 240  |
|        | 3    | Lewis Hamilton   | 220  |
| 1      | 4    | Carlos Sainz Jr. | 183  |
| 1      | 5    | Fernando Alonso  | 183  |
| Sursa: |      |                  |      |

|        | Poz. | Constructor                  | Pct. |
| ------ | ---- | ---------------------------- | ---- |
|        | 1    | Red Bull Racing-Honda RBPT*  | 731  |
|        | 2    | Mercedes                     | 371  |
|        | 3    | Ferrari                      | 349  |
|        | 4    | McLaren-Mercedes             | 256  |
|        | 5    | Aston Martin Aramco-Mercedes | 236  |
| Sursa: |      |                              |      |

- Notă: Doar primele cinci locuri sunt prezentate în ambele clasamente.
- Concurenții îngroșați și marcați cu un asterisc sunt campionii mondiali din 2023.